# فيروس تريستيزا الحمضيات
فيروس تريستيزا الحمضيات (بالإنجليزية: Citrus tristeza virus)‏ هو أحد الفيروسات النباتية. ينتمي إلى جنس فيروس إصفرار البنجر (بالإنجليزية: Closterovirus)‏ من فصيلة فيروسات إصفرار البنجر. يؤدي الفيروس إلى إصابة الحمضيات بمرض التدهور السريع الذي يقود في بعض الحالات إلى موت الأشجار.